# Light + Building

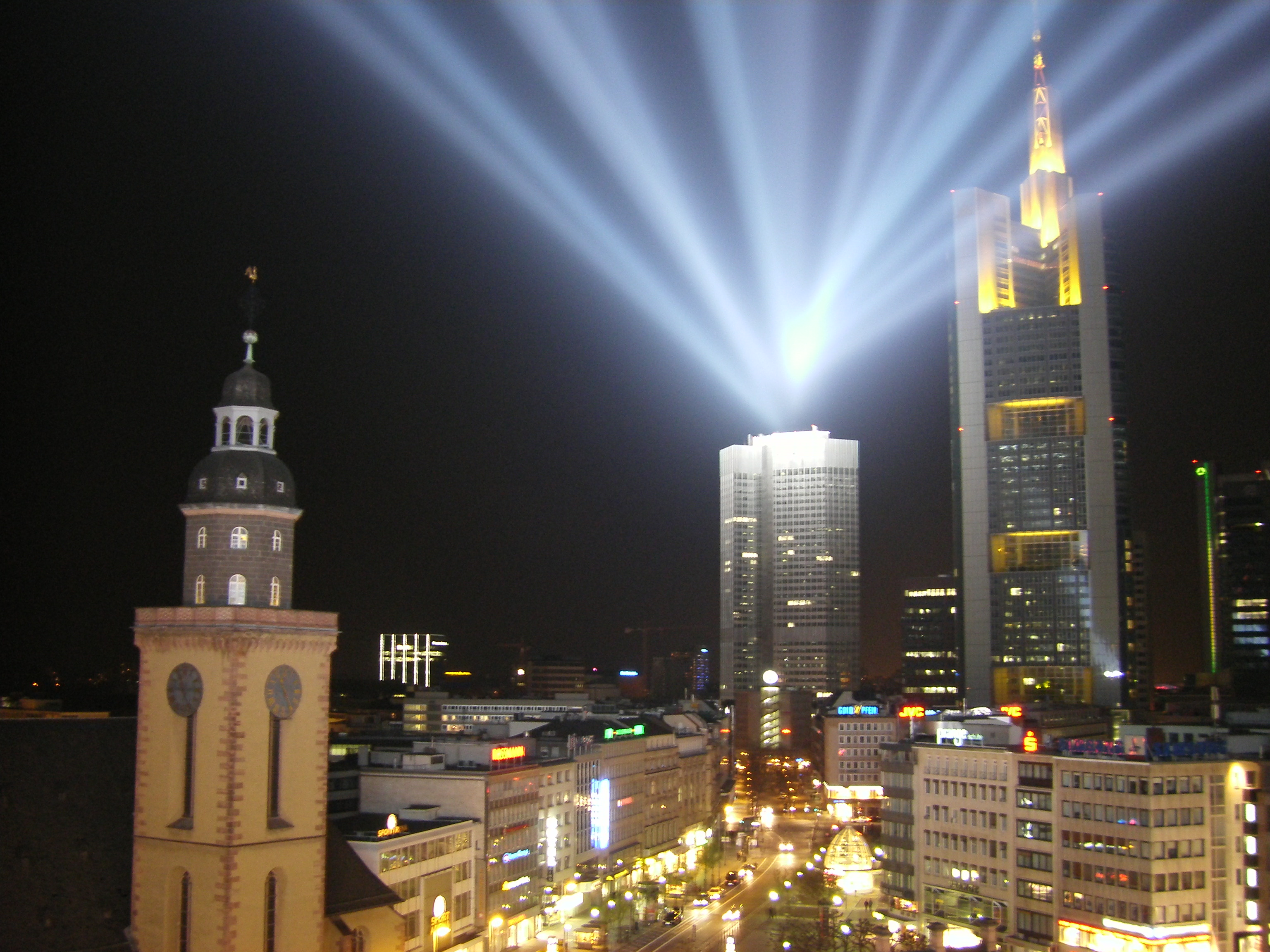
Instal·lació de llum a la luminaria de Frankfurt durant Light + Building

Light + Building és una fira biennal de disseny arquitectònic i tecnologia centrada principalment en els camps de la il·luminació, l'enginyeria elèctrica, l'automatització d'edificis i el programari d'enginyeria civil. Se celebra a la Messe Frankfurt de Frankfurt del Main, Alemanya, i es combina amb el festival d'art i disseny d'il·luminació Luminale amb instal·lacions i actuacions a la ciutat i als voltants.
Light + Building és la fira comercial més gran del món del seu sector. El 2018 hi va haver 2.719 expositors i 220.864 visitants, més de la meitat d'ells procedents de l'estranger. Els principals visitants, a més d'Alemanya, provenien de la Xina, Itàlia, els Països Baixos, França i Bèlgica, així com de mercats emergents com Rússia, Índia, Finlàndia, Corea i Ucraïna.

## Grups de productes
La fira es divideix en quatre àmbits: 
- Llum
- Enginyeria Elèctrica
- Domòtica i edificis
- Programari de construcció

## Desenvolupament
Light+Building mostra solucions que redueixen el consum energètic d'un edifici i alhora augmenten el confort de vida, des de la fotovoltaica a les llums LED fins a l'ús intel·ligent de l'electricitat.